# 貢茶
貢茶（ゴンチャ、Gong Cha）は、台湾・高雄市を拠点とする、台湾茶の専門チェーン店。

## 概要
2006年に呉振華によって創業。アジアを中心に店舗展開を行っており、世界中に1100店舗以上（2019年11月現在）を構えている。「貢茶」という店名は唐時代の中国において時の皇帝に最高品質の茶を献上するしきたりに由来している。
主にストレートティーやミルクティーといったティードリンクを中心に提供しており、各ドリンクの甘さや氷の量、トッピングを選べるカスタマイズ方式を取り入れている。また、国によってはコーヒーや軽食も提供している。
グローバル本社の貢茶國際股份有限公司は2017年1月に、韓国法人のゴンチャ・コリアによって買収され、同社は本社株式の70％を保有していたが、2019年8月にアメリカの投資会社TAアソシエイツが株式を取得し、傘下に収めている。同年9月、TAアソシエイツは貢茶に対する戦略的成長投資を行うことを発表した。

## 展開している国と地域
現在、以下の国と地域において店舗を展開している。

### 北米
- アメリカ
- カナダ
- メキシコ

### アジア
- 台湾
- 中国 ※国内では「四云奶盖貢茶」の名前で運営されている[18]。
  - マカオ
  - 香港
- シンガポール ※2017年6月に一度撤退したのち[注釈 1]、12月に旗艦店が新たにオープンしている[19][20]。
- 日本
- 韓国
- ミャンマー
- ベトナム
- フィリピン
- ブルネイ
- インドネシア
- マレーシア

### ヨーロッパ
- イギリス
- ベルギー

### オセアニア
- オーストラリア
- ニュージーランド

### かつて展開していた国
- カンボジア

現地でカフェを展開するブラウンコーヒー（Brown Coffee）によるフランチャイズ経営が行われていたが、2016年6月に現地の全5店舗が閉店した。

## 日本での展開
日本では株式会社ゴンチャ ジャパンによって店舗運営がなされており、都内を中心に113店舗が展開されている。
メニューに関しては台湾茶専門店であることを打ち出すため、進出当初はティードリンクのみが提供されていた。
2019年11月26日、TAアソシエイツがゴンチャ・コリアから株式を取得したことにより、新たにゴンチャ ジャパンの筆頭株主となった。それに伴い、12月1日付で原田泳幸が前任の葛目良輔に代わり同社の社長に就任。原田はこの他、代表取締役会長およびCEOにも就任している。
2021年2月24日付で原田泳幸が会長兼社長兼CEOを辞任、新代表取締役社長に前田仁志が就任した。
その後、2021年10月25日付で前田仁志は取締役CFOとなり、新たに角田淳が代表取締役社長兼 CEOに就任した。

### 日本で提供されているメニュー
※公式サイトを参考。

#### ドリンク
- ストレートティー - ブラックティー、ウーロンティー、阿里山ウーロンティー、アールグレイティーのグランドメニュー4種類に加え、「季節のおすすめティー」と題してベルガモットルイボスティーなどを販売している。
- ミルクティー - 上記6種類のティーに加え、抹茶、焙じ茶といった日本茶ミルクティーや、チャイミルクティーなどを販売している。
- 黒糖ミルクティー
- ティーエード（フルーツティー）
- フルーツビネガー - 美酢を使用したドリンク。ミルクとソーダの2種類を販売している。
- その他 - チョコレートミルクやタロミルクなど。
- キッズメニュー

#### スイーツ
店舗により取扱商品が異なる。
- パイナップルケーキ
- チョコサンドクッキー（アールグレイレモンティー、いちご杏仁）
- 胡椒餅
- エッグタルト（プレーン、カラメル）
- マンゴーフィナンシェ
- ピスタチオケーキ あまおういちご
- 叉焼メロンパン
- Sugarドーナッツ

### テレビ番組
- 日経スペシャル カンブリア宮殿 快進撃のカフェチェーン 熱烈ファン殺到！常識破りの店づくり（2024年8月22日、テレビ東京）- 出演：ゴンチャ ジャパン 社長 角田淳[30]。

## 報道

### DEHP混入疑惑
2011年5月、台湾で人体に有害な可塑剤であるDEHPが多数の飲料製品から発見されたことが報じられ、その影響を受けてか、香港・銅鑼湾にある貢茶の店舗は売り上げがおよそ30％減少するという事態に陥った。貢茶本社はこれに対処するため、台湾産の原材料の検査を実施するなどの措置を講じ、検査結果が発表されるまで、該当する特定のドリンクの販売を同店舗で中止することを決定した。後日、貢茶本社はウェブサイトにて、該当のドリンクにDEHPは含まれていないとする検査結果を公開した。

### 模倣店
2018年7月、ニュースサイト『香港01』が貢茶の模倣店であるとされる店舗に取材を行った記事を発表した。同記事によると、記者が当時店舗にいた店主とおぼしき男に貢茶本社との関係や模倣店と言われていることについて尋ねたところ、男はそれに答えることなく、その場から走り去っていったという。のちに記者の問い合わせに対し貢茶本社は、該当の店舗が模倣店であるとする報告を受けていると回答した。その後香港01が発表した記事で、この店舗が名前を変えて営業を再開しようとしていることが明らかとなった。